# Peter Andres (Lichtdesigner)

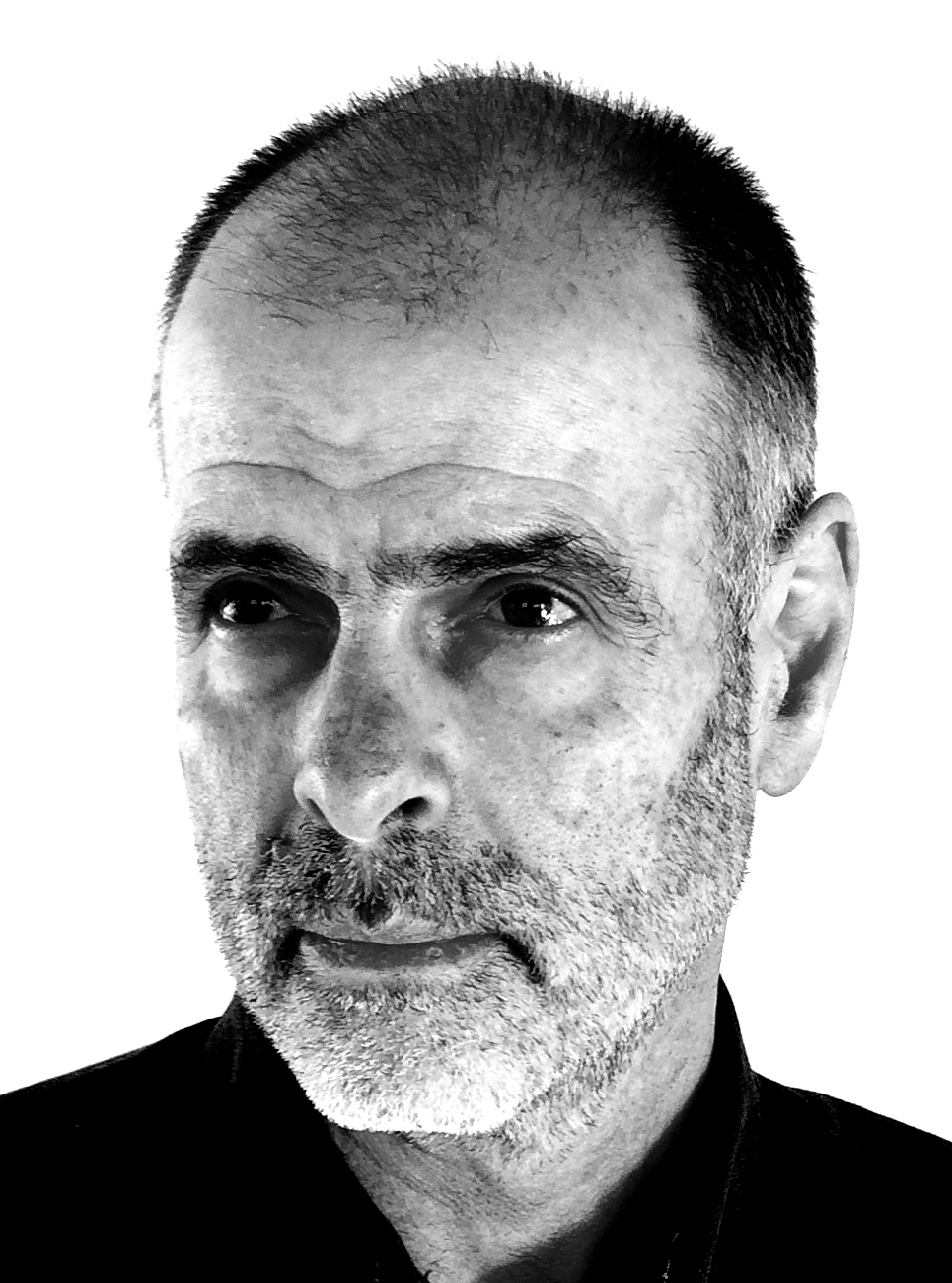
Peter Andres

Peter Andres (* 20. Oktober 1956) ist ein österreichischer Ingenieur, Lichtdesigner und Professor für Lichtplanung.

## Leben
Peter Andres besuchte die HTL Anichstraße Fachrichtung Elektrotechnik in Innsbruck. Im Unterricht von Hugo Watzlawek wurde bei Andres die Leidenschaft für Lichtplanung entfacht. Watzlawek machte ihn mit dem Lichtplaner Christian Bartenbach bekannt, in dessen Ingenieurbüro Andres ab 1977 arbeitete. 1979 erfolgte die Verleihung der österreichischen Standesbezeichnung „Ingenieur“. 1983 wechselte er zur Interferenz GmbH, einem Entwickler und Hersteller von Tages- und Kunstlichtsystemen.
1986 gründete Peter Andres sein eigenes Büro für Lichtplanung in Hamburg, seit 2001 gibt es ein zusätzliches Zweigbüro in Tirol. 2014 bis 2020 betrieb Peter Andres das Büro zusammen mit sechs weiteren Gesellschaftern als GbR, seit 2020 als Gründungspartner mit fünf weiteren Partnern als Partnerschaft mbB für Lichtplanung.
Dort werden öffentliche und private Projekte in den Bereichen Kultur, Verwaltung, Industrie, Einzelhandel, Außenanlagen etc. geplant. Eine Besonderheit bei der Planung bildet die modellgestützte Arbeitsweise im sog. „künstlichen Himmel“ – eine mit über 1000 Leuchtstofflampen hinterleuchteten transluzenten Kuppel für die Simulation von verschiedenen Himmelszuständen, sowie mit einer integrierten Drehbühne und einer künstlichen Sonne, die den Sonnenlauf jedes beliebigen Ortes der Erde zu jeder beliebigen Zeit simulieren kann – in dessen Ablauf man in einem maßstabsgerechten Modell die geplante Lichtwirkung weit vor einer tatsächlichen Realisierung erspüren und wahrnehmen kann.

## Lehrtätigkeit und öffentliche Arbeit
Peter Andres war von 1994 bis 2002 Lehrbeauftragter für Lichtplanung an der Fakultät Architektur der Fachhochschule Hamburg und von 2003 bis 2006 stellvertretender Professor für Lichtplanung an der PBSA Peter Behrens School of Arts (bis 2015 Peter Behrens School of Architecture) in Düsseldorf. Seit 2006 ist er Honorarprofessor für Tages- und Kunstlichtplanung an der PBSA Peter Behrens School of Arts, dem Zusammenschluss der beiden Fakultäten Architektur und Design der Hochschule Düsseldorf.
Peter Andres ist seit 2006 Sprecher des Lichtbeirates der Freien und Hansestadt Hamburg. Dieses Gremium berät den Senat für Bauen, Stadtentwicklung und Umwelt (BSU) mit dem Ziel, das nächtliche Stadtbild weiterzuentwickeln und zu fördern.
Peter Andres wurde 2019 zum Mitglied der Freien Akademie der Künste in Hamburg berufen.

## Mitarbeit bei Realisierungen
Beispiele für die Erarbeitung von Tages- und Kunstlichtplanungen:
- Flughafen Hamburg HAM21 in verschiedenen Stufen von 1991 bis 2008
- Passagenprojekt Fünf Höfe 2002
- Kunsthalle der Hypo-Kulturstiftung in München 2002
- Plenarsaal Landtag Schleswig-Holstein in Kiel 2012
- Lackierhalle für den Airbus A380 2004
- Hauptverwaltung der VP Bank in Vaduz/Liechtenstein 2004
- Hauptkirche St. Michaelis in Hamburg 2009
- Schule Stübenhofer Weg in Hamburg 2011
- Plenarsaal Landtag NRW in Düsseldorf 2012
- Zentrale der Bücherhallen Hamburg 2012
- Lessingtheater in Wolfenbüttel 2013
- Akademie der Bildenden Künste in Nürnberg 2013
- Salzburg Hauptbahnhof 2014
- Deichtorhallen Hamburg 2015
- Propsteikirche Leipzig 2015
- Oldendorff Carriers in Hamburg 2015
- Grundschule in Clenze 2016
- Alte Pinakothek in München (öffentliche Bereiche) 2018
- City Concorde in Bertrande/Luxembourg 2018
- WIKUS-Sägenfabrik Headquarters in Spangenberg 2019
- Unilever Deutschland Headquarters in Hamburg 2020
- HF Group Headquarters in Hamburg 2020
- Schaltwarte für Amprion in Westdeutschland 2021[7]
- Hotel Restaurant Spa in Breitenburg 2022
- Kolumbarium Heilige Familie in Osnabrück 2022

## Auszeichnungen
- 1994: 1. Preis Balthasar-Neumann-Preis für das Projekt Flughafen Hamburg Terminal 4
- 2002: Gewinner der European Design Competition „Lights of the Future“ (mit ON-Industriedesign)
- 2003: Gewinner „hamburgerdesignpreis“ (mit ON-Industriedesign)
- 2012: Deutscher Lichtdesignpreis: Preisträger „Lichtdesigner des Jahres“, Preisträger Kategorie „Bildung“, Preisträger Kategorie „Jurypreis Tageslicht“, Nominierungen in den Kategorien „Kulturbauten“ und „Öffentliche Bereiche“
- 2013: Deutscher Lichtdesignpreis: Preisträger Kategorie „Bildung“, Nominierung in der Kategorie „Kulturbauten“[8]
- 2016: 1. Preis Balthasar-Neumann-Preis für das Projekt Propsteikirche Leipzig[9]
- 2016: Deutscher Lichtdesignpreis: Preisträger „Lichtdesigner des Jahres“, Preisträger Kategorie „Private Projekte“, Nominierungen in den Kategorien „Büro und Verwaltung“, „Kulturbauten“, „Außenbeleuchtung/Anstrahlung“ und „Verkehrsbauten“[10]
- 2018: Deutscher Lichtdesignpreis: Preisträger Kategorie „Außenbeleuchtung/Anstrahlung“, Nominierung in der Kategorie „Hotel/Gastronomie“
- 2019: Deutscher Lichtdesignpreis: Preisträger „Sonderpreis Tageslicht“, Nominierung in der Kategorie „Außenbeleuchtung/Anstrahlung“
- 2022: Deutscher Lichtdesignpreis: Preisträger „Außenbeleuchtung / Inszenierung“, Nominierung in der Kategorie „Büro / Verwaltung“
- 2023: Deutscher Lichtdesignpreis: Preisträger in der Kategorie „Büro / Verwaltung“, Preisträger in der Kategorie „Hotel und Gastronomie“, Preisträger in der Kategorie „Kulturbauten“
- 2024: Tesla Award des National Lighting Bureau New York[11] für den Umbau einer Schaltwarte für Energieversorgung: „… für innovative Tageslichtplanung und ausgezeichnete Berücksichtigung der circadianen Bedürfnisse der Nutzer*innen …...“[12]

## Ausstellungen
- 1999: Licht+Arbeit, Köln – Berlin
- 2002: 4Light aus Hamburg
- 2005: designdays Hamburg
- 2016: 30 Jahre Peter Andres Lichtplanung – DesignXport Hamburg
- 2023: Kopfüber in die Baukunst – Freie Akademie der Künste in Hamburg